# Panzerzug Generał Sosnkowski
Der Panzerzug Generał Sosnkowski war ein improvisierter polnischer Panzerzug aus der Zeit des Polnisch-Sowjetischen Krieges von 1919, der noch im Zweiten Weltkrieg eingesetzt wurde.

## Geschichte
Bei der sowjetischen Offensive im Sommer 1920 während des Polnisch-Sowjetischen Krieges verlor die polnische Armee mindestens zwölf Panzerzüge. Darunter die Panzerzüge Hallerczyk, Pionier Szeroki und Generał Dowbor. Dennoch wurde die Nützlichkeit dieser Waffe erkannt und beschlossen, schnellstmöglich neue Panzerzüge zu bauen. Ende Juli 1920 erteilte das Militärministerium einen Auftrag über 19 neue Züge in einem Werk in Posen. Um die neuen Panzerzüge zu entwerfen und deren Bau zu überwachen, wurde am 1. August 1920 in Posen das Kierownictwo Budowy Pociągów Pancernych (kurz: KBPP, deutsch: Baumanagement für Panzerzüge) gegründet. Die ersten Projekte waren Artilleriewagen vom Typ I, welche sich an sowjetischen Artilleriewagen orientierten.
Bis zum 24. August sollte der erste Panzerzug fertiggestellt werden, doch verzögerte sich erst die Erstellung des Entwurfs und später der Bau. Am 14. Oktober 1920 wurde der Entwurf vorgelegt und nach Korrekturen durch die Armee am Ende des Monats bewilligt. Noch während der Bauarbeiten erhielt er den Namen Generał Veygand zu Ehren des französischen Generals Maxime Weygand. Dieser fungierte während der Schlacht um Warschau als Militärberater. Allerdings wurde bald darauf entschieden, den Panzerzug zu Ehren von General Kazimierz Sosnkowski in Generał Sosnkowski umzubenennen. Nach der Indienststellung erhielt er die Nummer 26 und wurde als Pociąg Pancerny 26 „Generał Sosnkowski“ (kurz P.P. 26 „Generał Sosnkowski“) gelistet.

## Technische Daten

### Lokomotiven

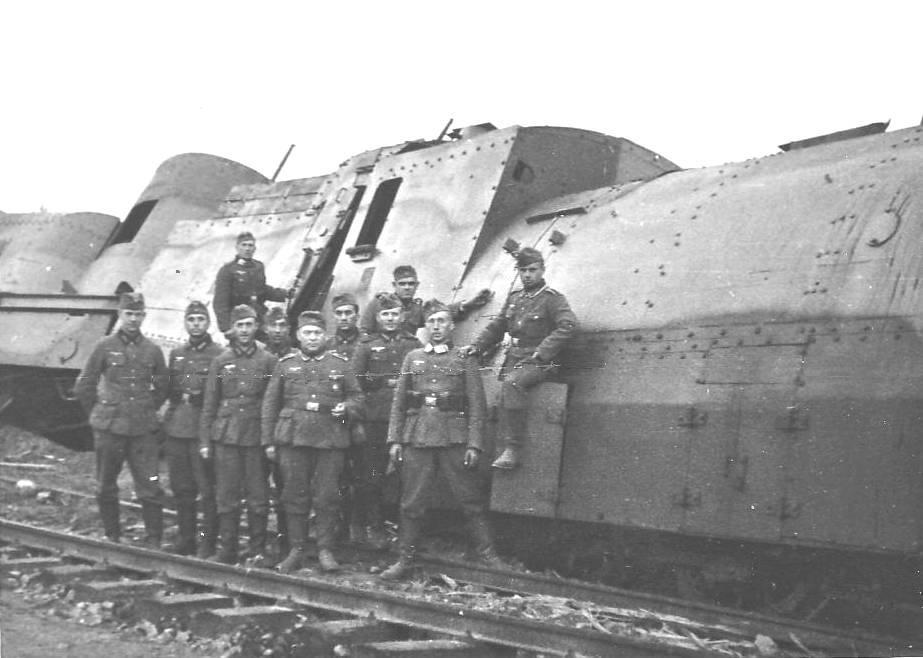
Die entgleiste Panzerzuglokomotiven Ti3-3

Von Beginn an wurden die späteren Standard-Panzerzuglokomotiven vom Typ Ti3 verwendet, die als Preußische G 5.3 gebaut wurden. Die erste Dampflokomotive lief 1903 bei Hanomag mit der Werksnummer 4117 vom Band. Zwischen 1903 und 1918 wurde sie bei den preußischen Staatseisenbahnen mit der Nummer Danzig 4024 eingesetzt und erhielt nach dem Ersten Weltkrieg und der Übergabe an Polen die Bezeichnung Ti3-2. Sie war eine der ersten gepanzerten Dampflokomotiven dieser Klasse in Polen. Im Jahr 1928 wurde sie dem Panzerzug Pierwszy Marszałek mit der späteren Nummer 51 zugeordnet.
Die zweite Panzerzuglokomotive war ebenfalls vom Typ Ti3, 1904 bei Hanomag mit der Werksnummer 4125 gebaut. Zwischen 1904 und 1918 wurde die Lokomotive bei den preußischen Staatseisenbahnen mit der Nummer Münster 4016 eingesetzt und erhielt nach dem Ersten Weltkrieg und der Übergabe an Polen die Bezeichnung Ti3-3. Sie wurde mit einem vierachsigen Schlepptender 16D1 mit der Nummer 201 gekoppelt. Im Jahr 1939 erhielt sie wieder den dreiachsigen preußischer Tender Typ 3T12 (polnische Bezeichnung 12C1) mit der Nummer 483. Der vierachsige Tender wurde nach dem Austausch an die Panzerzuglokomotive Ti3-16 des Panzerzug Poznańczyk gekoppelt.
Auf dem Tender befand sich ein kleiner Kommandoturm. Dieser wurde zweimal modifiziert und vergrößert. Mit dem letzten Umbau erhielt er ein Kurzstreckenfunkgerät RKB/C. Dieses diente zur Kontaktaufnahme mit dem Draisinenzug. Eine Gegensprechanlage ermöglichte zudem den Kontakt mit den einzelnen Wagen.

### Artilleriewagen

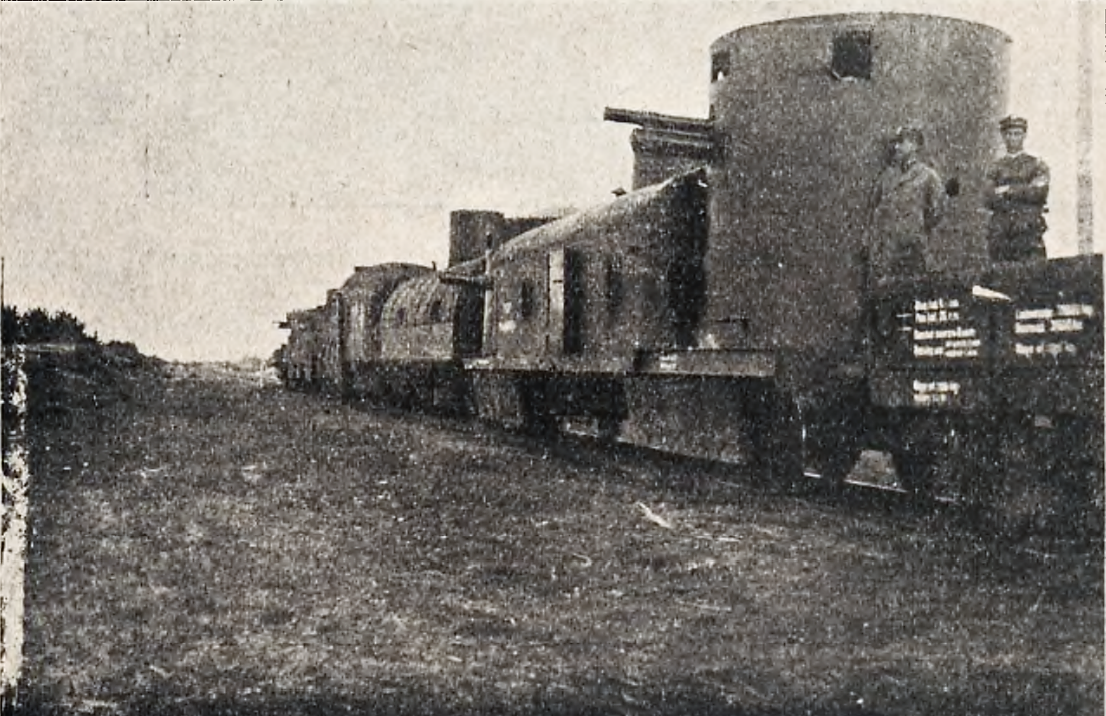
Einer der zwei Artilleriewagen. Gut zu erkennen ist, dass einer der Geschütztürme höher gelegt wurde.

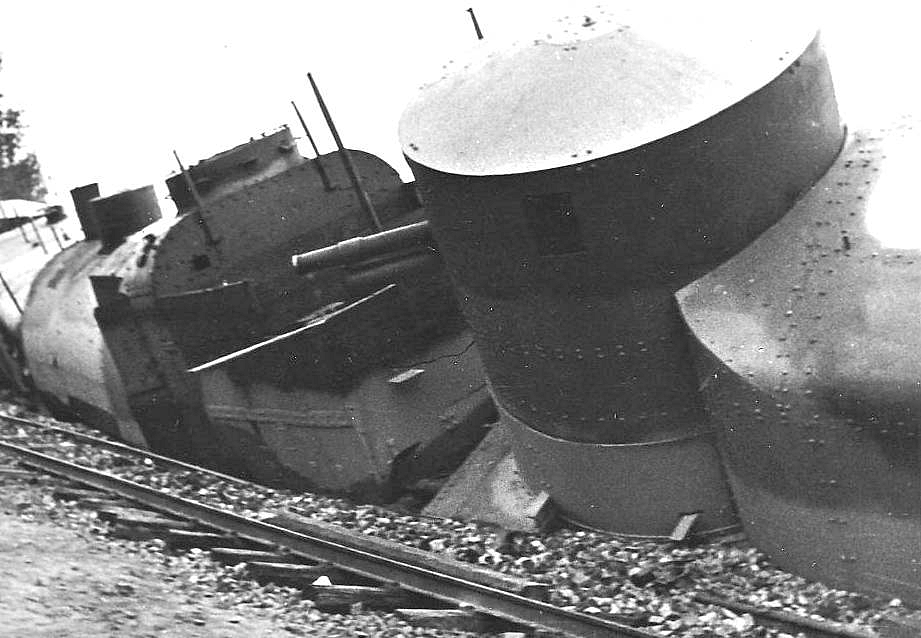
Der höhere Turm des entgleistes Artilleriewagen 699 054

Der Panzerzug Generał Sosnkowski verfügte 1921 über zwei identische Artilleriewagen vom Typ I, welche 1920 im Cegielski-Werk in Posen entworfen und gebaut wurden. Die Basis der Wagen waren vierachsige preußische Flachwagen mit einer Länge von 13 Metern. Die Seriennummern der Wagen waren 699 053 und 699 054. Die Bewaffnung der beiden Wagen bestand jeweils aus zwei Geschützen in hohen zylindrischen Geschütztürmen an den Enden der Wagen. Sie hatten einen Schusswinkel von 270°. Einer der Türme hatte eine Barbette, die auf dem Wagenboden montiert war, während der zweite auf einer erhöhten saß. Weiterhin waren die Geschütztürme des Wagens 699 053 geschweißt, während die Geschütztürme des Wagens 699 054 genietet waren. Dies lässt sich auf Reparaturen während des Unfalls von 1924 zurückführen, da hier Schweißarbeiten zur Reparatur genutzt wurden.
Zu Beginn bestand die Bewaffnung aus zwei 7,7-cm-Feldkanonen 16. Nach dem Krieg gegen die sowjetischen Truppen wurde die Bewaffnung durch 7,62-cm-Feldkanonen 02 ersetzt. Anfang der 1930er Jahre wurde die Bewaffnung durch 7,5-cm-Feldkanonen 02/26 ersetzt. Zur Nahverteidigung hatten die Wagen vier schwere 7,92-mm-Maschinengewehre wz. 08, zwei an jeder Seite. Ein fünftes wurde als Flugabwehr-Maschinengewehr auf dem Dach in einem eigenen Geschützturm montiert. Der maximale Schusswinkel betrug dabei 90°. Mitgeführt wurden um die 120 Granaten für die Geschütze und 3.750 Schuss für die Maschinengewehre.
Die Panzerung bestand aus zwei Lagen gewalzter, an die Wände genieteter Stahlplatten. Somit war die Panzerung zwischen 12 und 25 mm dick. Im Inneren waren die Wagen mit Eichenbrettern ausgekleidet und besaßen für den Winter eine Dampfheizung. Die Besatzung eines Wagens bestand aus 35 Soldaten.

### Sturmwagen

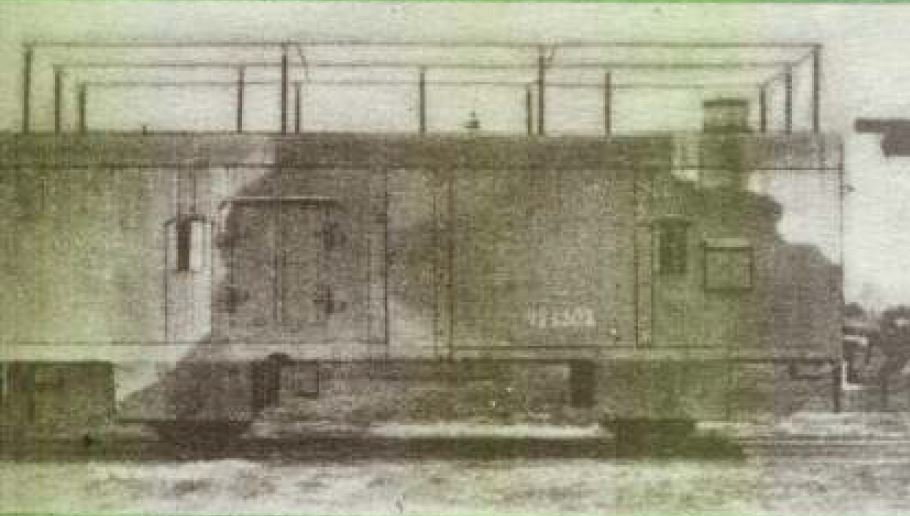
Sturmwagen mit Rahmenantenne

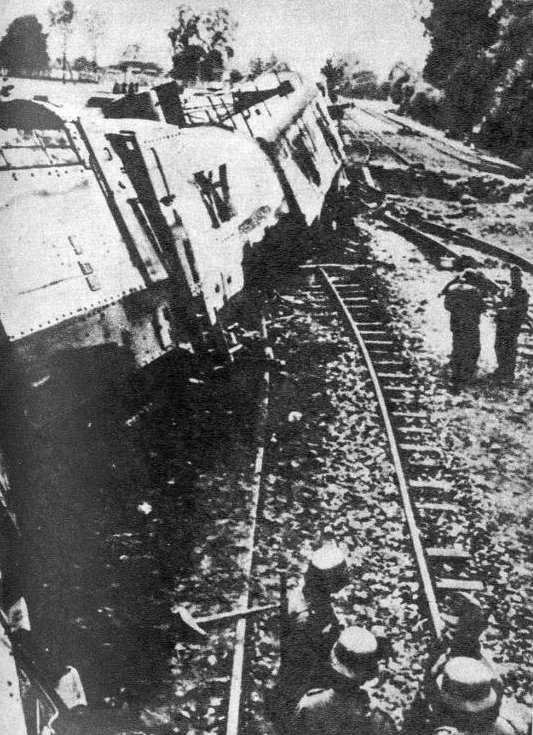
Im Hintergrund ist der entgleiste Sturmwagen mit Rahmenantenne zu erkennen.

Der Sturmwagen des Panzerzuges war für den Transport des Infanterie-Sturmzuges vorgesehen. Dieser Wagen hatte die Seriennummer 423 502 und basierte auf einem zweiachsigen deutschen Güterwagenfahrgestell mit einer Länge von 8 m. Ursprünglich entstand dieser Wagen 1920 als Artilleriewagen des Panzerzug Stefan Czarniecki. Er besaß ein österreichisches 8-cm-Geschütz in einem Turm auf der Mitte des Wagendaches. Dieser Turm wurde, nachdem das Geschütz gegen eine russische 7,62-cm-Feldkanone 02 ausgetauscht wurde, jedoch komplett zurückgebaut. Stattdessen wurde am Ende des Wagens ein kleinerer Beobachtungsturm aufgebaut. Die Panzerung bestand aus 8 – 12 mm dicken Stahlplatten. Um in den Wagen zu kommen, gab es zwei Doppeltüren an jeder Seite, die jeweils auf ein Drittel der Länge des Wagens montiert waren. Zur Nahverteidigung verfügte der Wagen über vier schwere 7,92-mm-Maschinengewehre wz. 08, zwei an jeder Seite des Wagens. 3750 Schuss Munition wurden für diese Maschinengewehre mitgeführt. Die Besatzung bestand aus 32 Sturmsoldaten und acht Soldaten für den Wagen.
In den frühen 1930er Jahren wurde der Sturmwagen mit einem Langstrecken-Mittelwellenradiosender RKD/P sowie einem Stromgenerator und einer 24-V-Batteriebank ausgerüstet. Das Funkgerät hatte eine Reichweite von 50 bis 80 km. Um eine solche Reichweite erzielen zu können, wurde auf dem Wagendach eine umlaufende Rahmenantenne montiert.

### Abstoßwagen
Zu Beginn der 1930er Jahre befanden sich an beiden Enden des Zuges zweiachsige Flachwagen, welche als Abstoßwagen dienten. Sie dienten dazu, den Panzerzug vor Minen oder Entgleisung zu schützen und Gefahren vor den wichtigen Wagen zu beseitigen. Zusätzlich dienten sie zum Transport von Material wie Schienen, Bahnschwellen, Fahrrädern oder sonstigem Material. Die Flachwagen waren vom Typ Pdks VIII C mit einem Eigengewicht von 10 t und einer Länge von 17,5 m.

## Einsatz

### Polnisch-Sowjetischer Krieg
Während der Schlacht um Warschau im August 1920 befand sich der Panzerzug Generał Sosnkowski in den Fertigungswerken. Er war der einzige Panzerzug, der die polnischen Artilleriewagen vom Typ I besaß. Nachdem die sowjetischen Truppen im Oktober besiegt waren, wurde der Bau weiterer Panzerzüge als nicht mehr nötig angesehen. Es wurde beschlossen, bestehende Züge mit neuen Einzelpanzerwagen zu modernisieren und den Panzerzug Generał Sosnkowski fertigzustellen.

### Zwischenkriegszeit
Mit dem Befehl vom 2. Juni 1921 wurde der Panzerzug Generał Sosnkowski mit elf weiteren Panzerzügen in sechs Staffeln gruppiert und weiter im Dienst gehalten. Zwölf weitere Züge wurden aufgelöst. Kurze Zeit später, im Jahr 1923, wurde die Nummer des Panzerzuges in 12 geändert. Während dieser Zeit wurden die Panzerzüge mehreren Umstrukturierungen, Zusammensetzungsänderungen, Rekonstruktionen und Neunummerierungen der Wagen unterzogen.
Vom Winter 1923 bis zum 15. Februar 1924 wurden viele polnische Divisionen aufgelöst und alle verbliebenen Panzerzüge eingelagert. Lediglich die beiden Panzerzüge Danuta und Generał Sosnkowski wurden 1924 reaktiviert und der neu gebildeten Panzerzug-Ausbildungsstaffel in Legionowo zugeteilt. Wäre es in dieser Zeit zu einer Mobilisierung gekommen, hätten beide Panzerzüge die 1. Panzerzugdivision gebildet und der Panzerzug Generał Sosnkowski hätte die Nummer 2 bekommen.
Am 9. September 1924 kam es zu einem großen Eisenbahnunfall. An diesem Tag wurden die beiden Panzerzüge zu einem zusammengekuppelt und sollten zusammen mit den Hilfszügen nach Warschau fahren. Nach vier Stunden Fahrtzeit wurde der Zug hinter dem Bahnhof in Olkienniki mit hoher Geschwindigkeit auf ein blindes Gleis umgeleitet und entgleiste kurz vor der Brücke über die Merkys. Bei diesem Unfall kamen zwei Offiziere und ein Lokführer ums Leben. 20 Besatzungsmitglieder wurden verletzt und mehrere Wagen beschädigt.
Im April 1925 wurde die Ausbildungsdivision durch den Panzerzug Paderewski verstärkt. Im Oktober 1927 bildeten diese drei Züge zusammen mit drei in Reserve befindlichen Zügen die 1. Panzerzugdivision in Legionowo. Ende August 1939 wurde der Panzerzug Generał Sosnkowski im Zuge der Alarmmobilmachung als Panzerzug Nummer 13 notiert. Weiterhin wurde der Panzerzug der Armee Modlin zugeteilt.

### Zweiter Weltkrieg

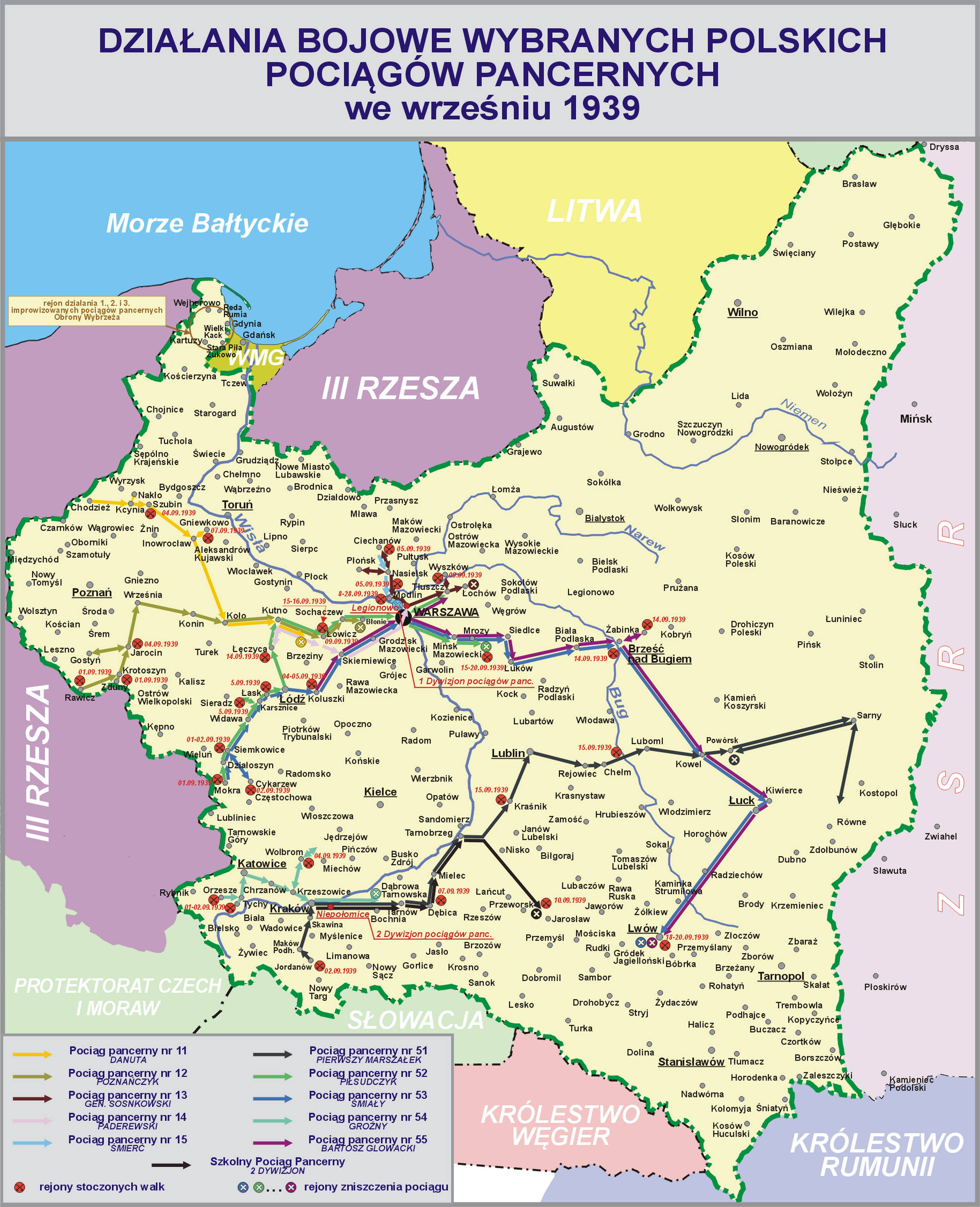
Kampfeinsätze polnischer Panzerzüge im September 1939

Am. 1. September 1939 war der Panzerzug auf dem Weg nach Nasielsk zur Armeereserve. Zwei Tage später, am 3. September, wurde der Bahnhof von Nasielsk von deutschen Bombern des Typ Heinkel He 111 der II./LG 1 angegriffen. Dabei wurde der Panzerzug nicht beschädigt, lediglich einige Gleise mussten vom Zugpersonal repariert werden. Noch am selben Abend wurde der Panzerzug nach Mława geschickt, um dort die Lage zu erkunden. Der Panzerzug kam jedoch nur bis Ciechanów und geriet dort unter feindliches Feuer und zog sich mehrere hundert Meter zurück. Mithilfe von zwei Draisinen des Draisinenzuges begann der stellvertretende Zugkommandant Hauptmann Mieczysław Wnukowski mit der Auskundschaftung der Stadt. Dabei stellte er fest, dass die Wehrmacht den Bahnhof bereits besetzt hatte und ein Einsatz des Panzerzuges in der Ortschaft nicht möglich war. Aus diesem Grund zog sich der Panzerzug nach Świercz zurück.
Am 4. September schlug der Zugkommandant Hauptmann Stanisław Młodzianowski vor, die Stadt mithilfe von zwei bis drei Infanteriekompanien zurückzuerobern. Aufgrund mangelnder Einheiten wurde der Vorschlag abgelehnt und der Panzerzug verblieb zwei Tage in der Nähe. Am 6. September erging der Befehl, nach Zegrze vorzurücken und die Gruppe um den Oberst J. Sas-Hoszowski bei der Verteidigung des Unterlaufs des Bug zu unterstützen. Der Panzerzug sicherte dabei den Übergang in Zegrze und kehrte ohne Feindkontakt nach Legionowo zurück.
In der Nacht vom 7. auf den 8. September 1939 nutzte man die Kommunikationsmittel des Panzerzuges um das Kommando der Einsatzgruppe „Wyszków“ in Wyszków zu kontaktieren und Befehle vom Hauptquartier der Armee zu empfangen. Der Panzerzug sollte nun die Sicherung des Südufers des Bug verstärken. Am Abend blieb der Zug in der Nähe von Rybienek stehen und wartete vergebens auf Befehle. Am nächsten Tag erhielt die Besatzung den Befehl, das 3. Bataillon des 5. Infanterieregiments bei der Verteidigung des Brückenbereichs bei Wyszków zu unterstützen. Dadurch gelang es den polnischen Truppen, eine Überquerung der Wehrmacht bei Rybno zu verhindern.
Am 10. September erging der Befehl, sich bis nach Tłuszcz zurückzuziehen. Gegen Mittag erreichte der Panzerzug dann die Ortschaft Łochów und wartete auf weitere Befehle. Der Hilfszug, welcher bis dahin in Tłuszcz stationiert war, verlegte nach Mińsk Mazowiecki, um dort vor feindlichen Bombenangriffen geschützt zu sein. Während die Draisinen die Strecke nach Tłuszcz erkundeten, fuhr der Zugkommandant Młodzianowski auf einem Motorrad durch die Hauptquartiere der umliegenden Einheiten, um Überblick über das entstandene Chaos zu erlangen. Dabei verlor er kurzzeitig den Kontakt zum Panzerzug. Währenddessen reparierte die Besatzung die Gleise in der Nähe des Bahnhofes von Łochów.
Vier Tage später, am 14. September, versuchte der Panzerzug zum linken Ufer des Liwiec zu gelangen. Als der Panzerzug durch den Bahnhof von Łochów fuhr, kam es zu einem Luftangriff. Wer diesen Angriff durchführte, ist allerdings nicht geklärt, da es keinen deutschen Bericht über eine Bombardierung eines Panzerzuges in diesem Bereich gibt. Dennoch explodierte eine Bombe zwischen den Gleisen und durch die Druckwelle entgleiste der Panzerzug. Im Sturmwagen brach umgehend ein Feuer aus. Weitere Bomben wurden abgeworfen, trafen jedoch nur die Gleise im weiteren Verlauf. Aufgrund schwerer Schäden und der Entgleisung wurde umgehend noch funktionierende Ausrüstung zerstört und der Panzerzug aufgegeben. Ein Teil des Draisinenzuges wurde zwischen Łochów und Małkinia Górna zurückgelassen. Die Besatzung des Panzerzuges zog sich bis in die Gegend von Mińsk Mazowiecki zurück und fuhr mit einem Transport von Eisenbahnpionieren weiter nach Osten zum Depot in der Nähe von Mrozy. Bis zum 20. September leisteten die Soldaten Widerstand und gerieten danach größtenteils in Kriegsgefangenschaft.
Mindestens einen Monat lang verblieb der entgleiste Panzerzug vor Ort. Danach wurde dieser von der Wehrmacht wieder auf die Gleise gehoben und abgeschleppt. Wie der Panzerzug weiter genutzt wurde, ist unklar, da es keinerlei Berichte, Dokumente oder Foto-Nachweise dazu gibt. Der Panzerzug Generał Sosnkowski war durch den unbekannten Bombenangriff der einzige polnische Panzerzug im Zweiten Weltkrieg, welcher durch Bombenangriffe außer Gefecht gesetzt wurde.

## Zugpersonal

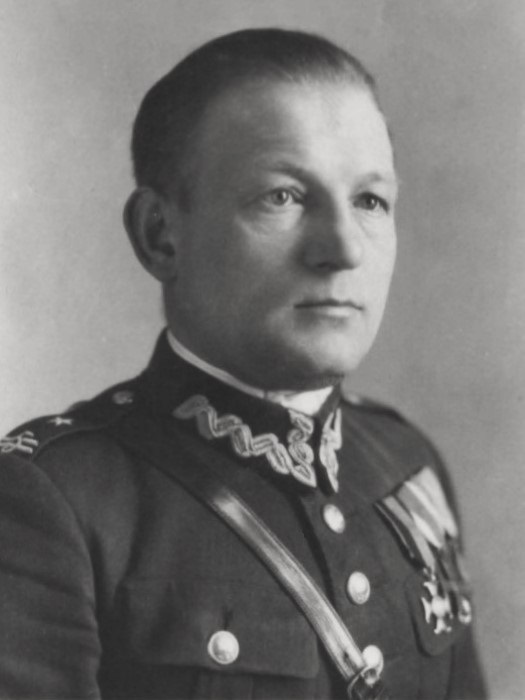
Zenon Staszek

- Zugkommandant Leutnant Stanisław Komornicki (1923)
- Zugkommandant Major Zenon Staszek (1928 – 1929)
- Zugkommandant Hauptmann Stanisław Młodzianowski (1939)[2]
- stellvertretender Zugkommandant Hauptmann Mieczysław Wnukowski (1939)

## Zugzusammensetzung

### 1925 – 1930
- 1× Panzerzuglokomotive Ti3-2
- 1× zweiachsiger Artilleriewagen mit einem Geschützturm (Seriennummer: 398 625)
- 1× vierachsiger Artilleriewagen Typ I mit zwei Geschütztürmen (Seriennummer: 699 054)
- 1× Sturmwagen (Seriennummer: 02 019) – später neue Nummer 620 651 mit Übergabe 1930 an den Panzerzug Danuta
- 1× Sturmwagen (Seriennummer 430 046) vom Panzerzug Danuta

### 1930 – 1939
- 1× Panzerzuglokomotive Ti3-3
- 1× Artilleriewagen Typ I (Seriennummer: 699 053)
- 1× Artilleriewagen Typ I (Seriennummer: 699 054)
- 1× Sturmwagen (Seriennummer: 423 502)

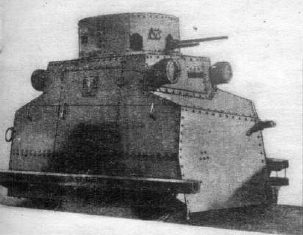
Panzerdrainine Tatra T18

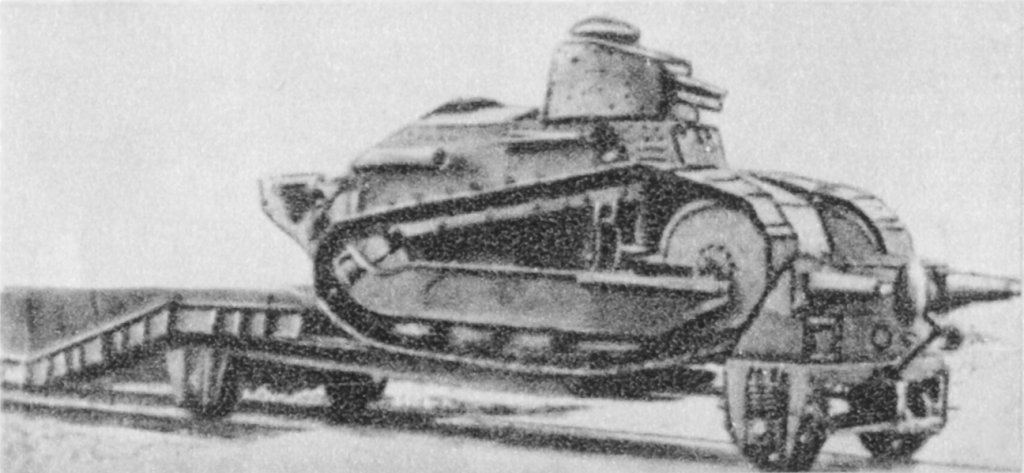
Panzerdrainine Typ R mit FT-Panzer

Zusätzlich verfügte der Panzerzug über
- 1 × Draisinenzug, ausgerüstet mit zwei Panzern vom Typ Renault FT und zwei vom Typ Panzerdraisine Tatra T18[6]
- 1 × ungepanzerter Hilfszug, bestehend aus 28 Wagen:[5]
- 1 × Lokomotive mit Tender
- 12 × zwölf Personenwagen
- 1 × Bürowagen
- 2 × Munitionswagen
- 1 × Brennstoffwagen
- 1 × Vorratswagen
- 1 × Waffenwagen
- 1 × Sanitätswagen
- 1 × Küchenwagen
- 1 × Werkstattwagen
- 1 × Kohlewagen
- 1 × Wassertankwagen
- 5 × Flachwagen